# Stig Engström (Skandiamannen)
Stig Folke Wilhelm Engström, även känd som Skandiamannen, född 26 februari 1934 i Bombay, Brittiska Indien, död 26 juni 2000 i Täby, Stockholms län, var en svensk grafisk formgivare och reklamkonsulent. Han pekades den 10 juni 2020 av chefsåklagare Krister Petersson ut som misstänkt gärningsman för mordet på Sveriges statsminister Olof Palme den 28 februari 1986. Utredningen lades därpå ned med anledning av att den misstänkte, det vill säga Engström, var död – något som väckte stark kritik från flera håll.
Stig Engström, som bevisligen hade varit nära platsen när skotten föll, uppgav att han hade anlänt dit omedelbart efter mordet och förhördes av polis i egenskap av vittne ett flertal gånger. I rättegången år 1989 mot den för mordet då anklagade Christer Pettersson vittnade han i rätten om sin roll i skeendet och att han då bland annat skulle ha talat med Lisbeth Palme och lagt maken Olof i framstupa sidoläge.
Engström kom senare att utpekas som möjlig gärningsman av olika skribenter och privatspanare som menade att han hade försökt dölja sin egentliga roll och förvirra utredarna genom att uppträda som vittne. Under Engströms livstid väckte dessa anklagelser inte någon större uppmärksamhet och tycks inte ha lett till några mer omfattande utredningsåtgärder. I februari 1987 avskrevs Engström av Palmeutredningen som "på platsen varande". Han åtalades aldrig för mordet och dömdes inte heller för något brott med anknytning till detta.
Engström kom att kallas Skandiamannen då han arbetade i Skandiahuset på Sveavägen som reklamkonsulent på försäkringsbolaget Skandia. Skandiahuset ligger nära mordplatsen, Engström arbetade över samma kväll som mordet och lämnade arbetsplatsen enligt företagets stämplingsklocka strax innan eller kring tiden för dådet.

## Biografi
Stig Engström föddes i Indien av svenska föräldrar med rötter i Småland. Hans mor Ruth Engström var ursprungligen modist i Nybro och fadern Folke Engström maskinspecialist hos Ivar Kreuger. År 1926 fick fadern i uppdrag av sin arbetsgivare att starta produktion i Indien och paret flyttade dit för att bli kvar där i 20 år.
Under tiden i Indien föddes Stig Engström i Bombay 1934 och hans bror i Calcutta 1940. De växte upp under koloniala förhållanden med barnskötare, kock och trädgårdsmästare. Föräldrarna skickade Engström till Sverige när han var tolv år. Där bodde han hos släktingar i ett par år innan föräldrarna gjorde honom sällskap. Engström gjorde värnplikt och arbetade en tid på Försvarets materielverk innan han utbildade sig till grafiker. Han fick anställning på Sveriges Radios förlag och senare som reklamkonsulent på försäkringsbolaget Skandia i Stockholm i slutet av 1960-talet.
Engströms första äktenskap från 1964 slutade i skilsmässa 1967 och han gifte om sig 1968. Förutom sitt arbete som grafiker var han under en period på 1980-talet invald i kommunfullmäktige för Moderaterna i Täby, där han var bosatt. Engström bidrog till partiet bland annat genom att producera trycksaker och reklammaterial men kom under 80-talet att lämna det efter en tvist om en skolnedläggning. År 1999 tog hans andra äktenskap slut. År 1966 dog Engströms far i lungcancer och modern levde därefter ensam på Östermalm  i Stockholm fram till sin död 2013, 111 år gammal, och var vid sin bortgång Sveriges äldsta invånare.
Stig Engström avled i sitt hem i juni år 2000 vid 66 års ålder.

## Engströms roll i mordet på Olof Palme
Engström var enligt egen uppgift ett av de första vittnena att anlända till platsen och påstod att han interagerade både med Lisbet Palme och de första poliserna på plats. Varken poliserna eller de andra vittnena mindes honom och han avfärdades därför.
I Engströms egen berättelse hade han just lämnat sitt arbete på Skandia, ett fyrtiotal meter från mordplatsen, och var på väg till fots söderut längs Sveavägen till tunnelbanan. Palme sköts i korsningen Tunnelgatan-Sveavägen, vid det sydvästra hörnet av Skandiahuset. Engström sade sig ha anlänt till platsen omedelbart därefter och trodde sig ha hört åtminstone ett av de två skotten under den korta vandringen från Skandias entré på Sveavägen 44, utan att förstå att det rörde sig om skottlossning. Engström ringde själv polisen och anmälde sig som vittne vid lunchtid dagen efter mordet, efter att ha sett polisens presskonferens, där Hans Holmér uppmanade alla som varit på plats att höra av sig med sina vittnesmål.
Vid detta första polisförhör per telefon 1 mars 1986 sade Engström att han hade kommit ut på Sveavägen från sitt arbete när han hörde en smäll. Efter att ha promenerat söderut längs huset såg han en person ligga på gatan med folk omkring sig. Väl där såg han in på Tunnelgatan och noterade en annan person, senare identifierad som vittnet Lars J som hade flyttat sig till trappan (den vänstra om tunnelingången som inte var avstängd) och där en husfasad var upplyst av vägglampor. Engström växlade också några ord med Lisbeth Palme. När polisen anlände sprang han efter patrullen en kort sträcka in på Tunnelgatan för att meddela Palmes uppgift om gärningsmannens klädsel utan att hinna ifatt dem. Han återvände gående. I andra förhöret 10 mars lade Engström till att han sett en ung kvinna och en ung man vid paret Palme och att Palme vänts till framstupa sidoläge. I tredje förhöret 11 mars menade han att det var två unga kvinnor som först var framme och att det första han såg var en person liggande på rygg och därefter en vit taxibil med en person som stod vid bilen. Han tänkte att sidoläge föreföll det enda han kunde tänka sig i form av hjälp att själv ge. När Engström återvänt efter försök att nå polismännen hade ambulansen kommit. Taxichauffören som kört den vita taxibilen sa i polisförhör att han sett gärningsmannen springa uppför trapporna. Den unge mannen som suttit i taxibilen var den som gav konstgjord andning och menade i polisförhör den 5 mars att han vänt Palme med andras hjälp i framstupa sidoläge. En av de två kvinnorna var den som gav hjärtmassage.
Engströms uppgifter i förhör och medieintervjuer om hur han hade agerat vid mordplatsen framstod emellertid som förvirrande och var i vissa avseenden svåra att förena med andra vittnen. Inget annat vittne kunde erinra sig Engström på platsen, trots att han sade sig ha spelat en aktiv roll. Han förhördes totalt fem gånger (en gång endast för att lämna en namnuppgift) och gjorde också ett antal intervjuer med pressen, ofta till följd av att han själv hört av sig till tidningar och tv-kanaler för att berätta om sina iakttagelser. Ett av förhören, den 25 april 1986, spelades in, och inspelningen offentliggjordes efter en dom i Kammarrätten i Stockholm i januari 2022.

Av de få vittnen som tillfrågades om saken kunde inget vittne tydligt dra sig till minnes att Engström fanns på platsen under de första omgångarna förhör våren 1986. Vittnena var koncentrerade på vad som hände paret Palme och gav mycket lite upplysning om de andra vittnena i polisförhören under mars månad 1986. I senare förhör pekade ett par personer ut Engström som varandes på platsen bland övriga vittnen, men eftersom han vid det laget hade förekommit i medierna ansågs dessa utsagor ha svagare tillförlitlighet än de allra tidigaste förhören. Engström var långtifrån det enda vittne som under utredningens gång har lämnat olika versioner av vad som skedde under mordkvällen, och han var heller inte ensam om att inte finnas med i andra vittnesberättelser. Eftersom de flesta vittnen aldrig tillfrågades om vilka andra personer de hade sett på platsen – polisens frågor handlade nästan uteslutande om Olof och Lisbeth Palme och den flyende gärningsmannen – fick de flesta aldrig frågan om huruvida de hade lagt märke till Engström eller inte. Hans berättelse om vad han gjort precis kring mordet har inte kunnat bekräftas av någon annan[källa behövs].
Det råder oklarheter om exakt när Engström skulle ha anlänt till mordplatsen. Det framgick bland annat av en stämpelklocka inne på Skandia att Engström – beroende på hur länge han uppehöll sig i receptionen och hur fort han gick – faktiskt kunde ha anlänt till mordplatsen precis innan skotten avlossades, istället för att komma fram precis efter mordet, som han hävdade. Engström hade själv hört av sig till Skandia dagen efter mordet för att ta reda på sin exakta utstämplingstid, men i förhör och i tingsrätten nämnt en något senare utpassering än den som angavs av Skandiapersonalen.
Samtidigt var det svårt att koppla Engströms utpassering till ett planlagt mord. Makarna Palme hade bestämt sig bara några minuter tidigare för att gå förbi Skandiahuset, och Engström tillbringade enligt väktarna i Skandiahuset lite tid med att småprata med dem innan han gick ut genom porten. Även om Engström hade burit på ett vapen vid utpasseringen kunde han alltså svårligen ha planerat att genskjuta paret Palme, eller ens vetat att de skulle passera i närheten[källa behövs].
Polisen bedömde på 1980-talet Engström som ett opålitligt vittne och kanske en mytoman, vars röriga vittnesmål och idoga försök att intressera medierna för sin egen historia inte tillmättes någon större betydelse för utredningen. En före detta polis som arbetade med säkerhetsfrågor vid Skandia fattade själv misstankar mot Engström och lämnade ett PM till polisen där han sammanfattade dessa den 5 juni 1986. I PM:et pekades Engström ut som en trolig mördare, bland annat baserat på att flera vittnens signalement på gärningsmannen stämde överens med dennes klädsel under mordkvällen, men även baserat på att Engström ansågs ha lämnat oklara eller oriktiga besked till kollegor om vad han gjort under kvällen. Även om viss utredning företogs utifrån misstanken att Engström kunde ha varit inblandad i mordet landade polisen tidigt i att avskriva honom som misstänkt. Han tycktes betraktas som en person som hade överdrivit sin egen betydelse och centralitet, och som kanske hade dimmiga minnen av kvällen, snarare än som en potentiell mördare.

### Skandiamannenteorierna

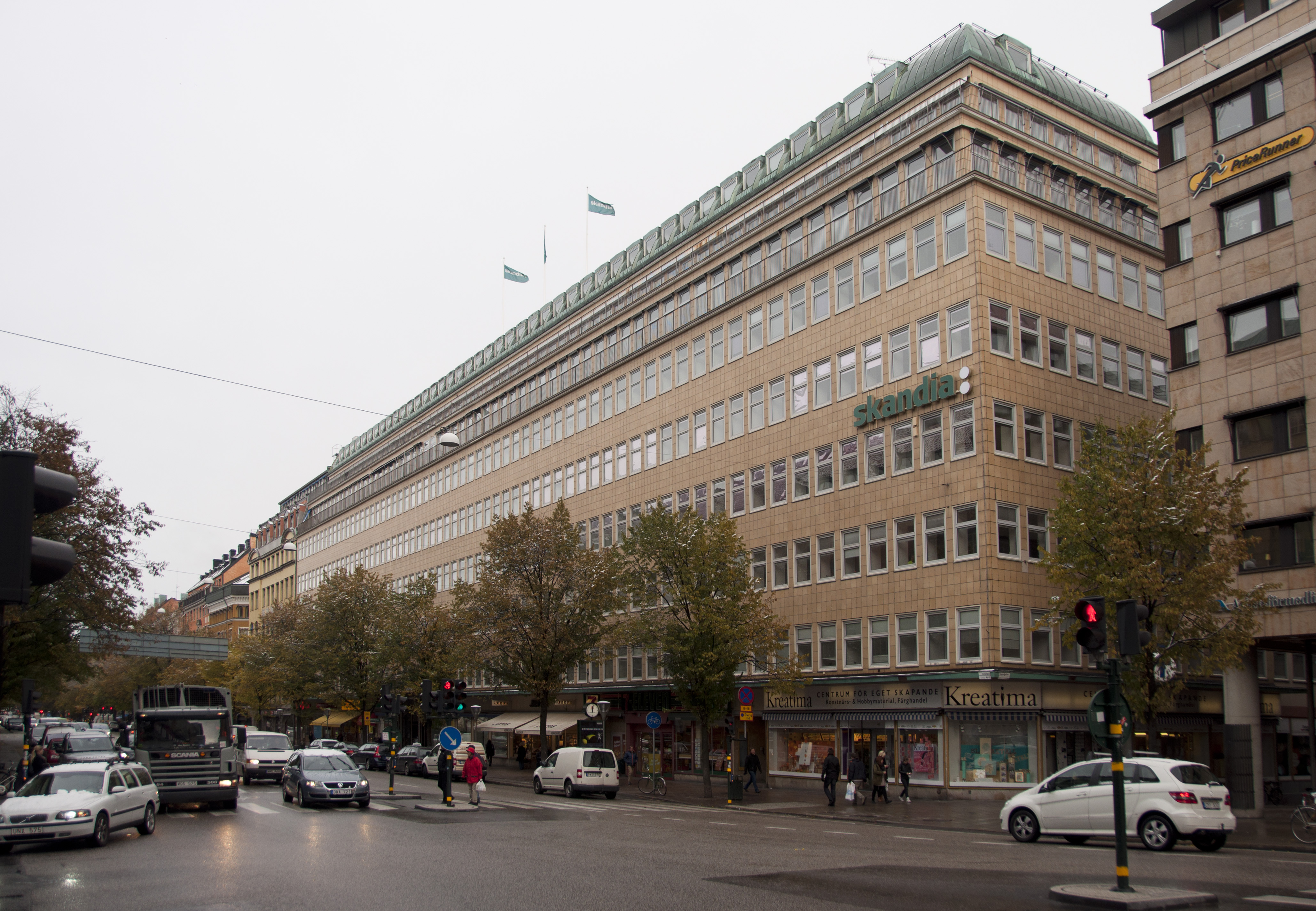
Skandiahuset där Engström arbetade. Mordet på Olof Palme skedde vid hörnet till höger i bild, där Tunnelgatan korsar Sveavägen. Engström kom ut från en port mitt på byggnaden, ungefär fyrtio meter norr om mordplatsen. Foto från 2010.

Teorin om Engström som möjlig deltagare i en konspiration mot Palme framfördes tidigt av privatspanaren Sven Anér, som senare skiftade fokus och föreställde sig andra gärningsmän. I Proletären drev Olle Minell på 1990-talet en variant av Skandiamannenspåret, och intervjuade då Engström. Minell menade att Engström kunde ha deltagit i en konspiration att mörda Olof Palme, men att det inte var han som var skytten. Varken Anérs eller Minells teorier fick något medialt genomslag, och tycks inte ha påverkat polisens utredning. Skandiamannenspåret uppmärksammades i övrigt mycket lite i medier eller i de statliga utredningar som tittat på hur polisen skött sitt arbete.
Under 2010-talets andra hälft lyftes Skandiamannenspåret på nytt. En mycket utförlig presentation av Skandiamannenspåret gjordes av Lars Larsson i boken Nationens fiende: om mordet på Olof Palme år 2016, där han går igenom vittnesutsagor kring mordet i detalj för att jämföra dem med Engströms berättelse. Larsson valde att inte spekulera i Engströms eventuella motiv, och var tydlig med att hans bok inte innebar ett definitivt utpekande, men föreställde sig honom som en ensamagerande gärningsman. Han anonymiserade Engström som "Sture E".
Skandiamannenspåret uppmärksammades på allvar i svenska medier först sedan journalisten Thomas Pettersson publicerat en lång artikel i tidskriften Filter 2018, vilken föregick utgivningen av Petterssons bok Den osannolika mördaren senare samma år. Där avslöjar Pettersson bl.a. att Engström hade en bekant som samlade på vapen, och som ägde minst en revolver av den typ som dödade Palme. Pettersson resonerar i boken utförligt kring eventuella politiska motiv och beskriver påstådda internationella sammansvärjningar involverande den så kallade Stay-behind-rörelsen och vapenföretaget Bofors. Han landade i slutändan i att Engström, i det fall denne var mördaren, skulle ha agerat ensam. Till skillnad från Larsson och andra författare valde Filter och Pettersson att namnge Engström.
De olika teorierna om Skandiamannen tar alla fasta på svårigheterna att bekräfta hans vittnesmål, samtidigt som han otvivelaktigt fanns nära mordplatsen när Palme mördades.
Inget vittne har, såvitt känt utifrån offentliggjorda förhör, pekat ut Engström för mordet, även om hans klädsel vid mordet stämmer bra med vissa vittnesmål. Vissa vittnen har emellertid på senare år, i samband med uppmärksamheten kring Petterssons bok, sagt att deras iakttagelser 1986 inte utesluter Engström som möjlig gärningsman. I Petterssons bok intervjuas bland annat Olof Palmes son Mårten Palme, som menar att signalementet har viss likhet med en person som han iakttog utanför biografen Grand innan mordet. Mårten Palme hade å andra sidan tidigare identifierat Christer Pettersson som mannen vid Grand; Pettersson och Engström hade mycket små likheter med varandra. Vittnet Lars J, som på nära håll såg mördaren springa förbi, men som aldrig såg dennes ansikte, sade i en intervju att det är "mycket möjligt" att Engström var den person han såg. Å andra sidan har ett annat vittne, den så kallade "Chevamannen", sagt att han såg Engström anlända till brottsplatsen efter mordet, i enlighet med Engströms egen berättelse. Chevamannen hade å andra sidan förnekat att han lagt märke till Engström vid brottsplatsen när han förhördes 1986. Även ett annat vittne, en passagerare i Chevamannens bil, sade sig ha sett Engström bland vittnena vid brottsplatsen efter mordet och talat med honom. Han kunde peka ut Engströms ansikte i polisens fotosamling, men mindes, av allt att döma felaktigt, att Engström hade burit en ljus (snarare än mörk) rock. Enligt Thomas Pettersson misstog sig detta vittne, och blandade i själva verket ihop Engström med en annan person vid platsen.
Många av Engströms släktingar och vänner har sagt att de betraktar honom som fullständigt omöjlig som mördare, och sagt att hans vittnesmål snarare kunde förklaras av att han hade ett stort bekräftelsebehov och ofta överdrev för att rikta uppmärksamheten mot sig själv. "Det är out of question [att han mördade Palme]. Han var inte den människan. Det kan jag säga. Han var för feg för det", menade Engströms ex-fru. Engströms släkt och vänner har också framhållit att han ofta sökte uppmärksamhet och efter Palmemordet hade "fabulerat på olika sätt och ville framstå som ett viktigt vittne för att få kärlek, uppmärksamhet och bekräftelse". Hans förkärlek för "dramatik kring sin person" skulle vara förklaringen till hans röriga vittnesmål och överdrivna uppgifter om sitt eget rådiga agerande på brottsplatsen. "Han var inte mytoman, men åt det hållet", enligt en barndomsvän som talat med Expressen. "Det han sa var väl inte alltid hundra procent rätt. Han förbättrade ibland historierna för att han skulle få utrymme", sade en granne till Svenska Dagbladet.
Engströms före detta hustru uppgav i förhör med polisen att han hade berättat samma historia för henne när han anlände hem på mordnatten som han senare berättade för polisen. Snarare än chockad hade han verkat upprymd över att ha varit med om något stort och viktigt.
Professorn James W. Clarke, som har forskat på förövarna vid politiska mord, har i intervjuer hållit med om att Stig Engström troligtvis varit skyldig. Clarke har tidigare pekat ut "gärningsmannaprofil GH" som "nästan helt säkert" skyldig.

### Utpekandet av Engström
Den 10 juni 2020 höll Polisen och Åklagarmyndigheten en presskonferens där de presenterade Engström som den person de misstänkte mördade Palme. Utpekandet baserades på att inget annat vittne mindes Engström från mordplatsen och att delar av hans egen berättelse framstod som osannolik, samtidigt som han bevisligen kunde ha hunnit gå ut från Skandia i tid för att begå mordet på Palme. Inget mordvapen eller annan teknisk bevisning presenterades, och inga vittnen hade pekat ut Engström som gärningsman. De uppgifter som Engström hade lämnat om vad som hände på brottsplatsen efter att mördaren avlägsnat sig, vilka i efterhand hade visat sig vara korrekta, menade utredarna att han kunde ha läst sig till i tidningarna efter mordet. Petersson sade också att utredningen hade försökt forska i om det gick att knyta Engström till någon form av konspiration, exempelvis kring den hemliga militära planering som under tidigare decennier pågått i Skandiahuset. Det hade inte framkommit något som styrkte detta. Frågan om motiv lades till sist därhän, då detta inte gick att utreda.
Inget av de beslag och tester av teknisk bevisning som hade gjorts under utredningens gång hade givit stöd för Engström som gärningsman. Utredarna talade framför allt om försök att binda Engström till mordet via en .357 magnum-revolver som ägdes av en bekant till Engström samt en serie brev som man trodde att Engström kunde ha skrivit.
Polisens hade därför provskjutit vapensamlarens revolver, men varken kunnat styrka eller avfärda att den var mordvapnet. Petersson presenterade ingen teori om hur revolvern (samt ammunition) skulle ha kunnat hamna i Engströms händer under den aktuella kvällen, för att därefter återgå till vapensamlarens förråd. Han höll ändå öppet för att Engström kunde ha använt just denna revolver, utan att gå in på vilken roll vapnets ägare (också avliden) i så fall kunde ha spelat i mordet. Att Engström aldrig, såvitt känt, hade ägt eller på annat vis kunnat komma över något vapen hade tidigare ansetts vara ett av de stora problemen med Skandiamannenteorin. Chefsåklagaren valde i slutändan att runda frågan om mordvapnet genom att fastslå att "med tanke på vad som sedermera händer aktuell kväll så säger vi att han måste ha haft ett vapen".
Utredarna hade även försökt binda en serie mystiska brev, skriven av någon som tagit på sig Palmemordet, till Engström genom DNA-prover. Provsvaren hade emellertid visat att det sannolikt var någon annan än Engström som skrivit breven.
Åklagaren bedömde ändå att de presenterade uppgifterna skulle ha räckt för att häkta Engström om han hade levat för att inleda en brottsutredning mot honom, men inte att de ensamt räckt för att bestyrka misstankarna. Då Engström sedan länge var död kunde utredarna inte ha väckt åtal även om sådana bevis hade framkommit. Man lade därför ner utredningen.

### Kritik mot utpekandet
Bristen på bevisning gjorde att Peterssons utpekande av Engström utsattes för mycket hård kritik i svenska medier under dagarna efter presskonferensen, inklusive från journalister, kriminologer, jurister och tidigare Palmeutredare, med uttryck som "astronomiskt haveri" och "praktfiasko". Professor emeritus Leif GW Persson kallade Peterssons besked för en "kolossal besvikelse" och menade att utpekandet av Engström kunde röra sig om brottet förtal mot avliden. Persson pekade bland annat på att chefsåklagaren inte hade gett någon rimlig förklaring till att Engström skulle ha haft "ett vapen som är stort som en liten julgris" med sig när han klev ut från Skandia och fick syn på Palme. Mycket av kritiken riktades mot bristen på teknisk bevisning.
Även många vänner och släktingar till Engström var starkt kritiska mot utpekandet och menade att det rörde sig om förtal. Flera jurister, inklusive Advokatsamfundets generalsekreterare Mia Edwall Insulander, menade att man, med tanke på Engströms efterlevande och på att han inte skulle kunna försvara sig i rättegång, borde tillsätta en kommission som kritiskt kunde granska anklagelserna. Advokatsamfundets förra generalsekreterare Anne Ramberg försvarade Peterssons utpekande och nedläggning av utredningen som juridiskt sett korrekt.
Krister Petersson bemötte kritiken i Expressen: "Alla människor har rätt att ha sin åsikt, vi har presenterat det material som vi står för inom Palmeutredningen, men jag kan inte påverka vilka uppfattningar människor har om den. Vi har gjort så gott vi har kunnat, och enligt vår mening så är det en tämligen stark utredning vi presenterar." Spaningsledaren Hans Melander hade under presskonferensen sagt att han personligen var intresserad av det så kallade Sydafrikaspåret, men sade efteråt till Expressen att även om han själv "inte alls" var säker på att Engström var skyldig så höll både han och övriga Palmegruppen med åklagaren Krister Petersson om att det hade funnits tillräckligt starka misstankar för att begära Engström häktad om han varit i livet.
En opinionsmätning som genomfördes av Sifo och Svenska Dagbladet dagarna efter presskonferensen visade att 19 procent av svenskarna trodde att Engström var skyldig till mordet, medan lika många trodde han var oskyldig. 62 procent av svenskarna var osäkra på vem som utförde mordet på Olof Palme.
Flera personer skrev till Åklagarmyndigheten och bad att Peterssons utpekande skulle granskas eller rivas upp, med hänvisning till den kritik som framkommit. Den 30 september beslutade Åklagarmyndigheten att så inte ska ske, eftersom de klagande inte hade ett "berättigat intresse" av en sådan prövning och eftersom det dessutom saknades "särskilda skäl" att granska utredningen. Flera klagande sökte genast ändring i beslutet, men 21 oktober 2020 beslutade kammaråklagare Anna Bengtsson att utpekandet av Engström inte ska granskas. Beslutet kan inte överklagas.

## Medieframträdanden
Engström ställde vid flera tillfällen, både före och efter mordet på Olof Palme, upp i olika mediala sammanhang. År 1981 intervjuades han i Svenska Dagbladet i en artikel om manliga och kvinnliga egenskaper. Engström beskrev där sin uppväxt och sig själv som en man med barnasinnet i behåll som var känslig för andras behov, mottaglig för smicker och ärelysten.
Efter mordet på Olof Palme gjorde sig Engström känd i ett flertal medier och kritiserade då polisutredningens brist på intresse för hans vittnesmål. Den 6 april 1986 sändes ett inslag i SVT:s Rapport där Engström iscensatte en egen rekonstruktion av sina förehavanden under mordkvällen, en protest mot att han inte hade fått delta i polisens rekonstruktion med andra mordplatsvittnen. Via en kontakt bland grafikerna på Rapport hade Engström förmedlat tipset om sig själv till redaktionen. Enligt Folke Rydén, som var den reporter som intervjuade Engström i inslaget, såg redaktionen det som en möjlighet att rikta väsentlig journalistisk kritik mot polisens spaningsarbete snarare än att ge medieutrymme åt en försmådd och bekräftelsetörstande individ.
Sista gången Engström blev intervjuad i medier var i tidningen Skydd & Säkerhet 1992. Han hade själv sökt upp en bekant, Jan Arvidson, som arbetade på tidningen och erbjudit sig att bli intervjuad om Palmemordet. Han gav bland annat sin egen bild av vad han trodde kan ha hänt under mordkvällen och menade att det nog var en oöverlagd händelse. Han spekulerade även i att mördaren kan ha blivit arg och agerat därefter efter ett möjligt otrevligt bemötande från Palme. "Tänk om den beundrade Statsministern snäser av vederbörande på ett föraktfullt sätt? Avvisade och vända ryggen åt blir några av oss förbannade. Om då någon av oss går runt med ett vapen.. så kanske vi tar till det vid ett sådant tillfälle.[...] Kanske är Statsministerns död en slump, ett misstag eller något åt det hållet. Jag tror det. Det är den enda förklaring jag har." 